# لان (فرنسا)
لَان (بالفرنسية: Laon 
تنطق بالفرنسية: [lɑ̃]
) هي بلدية فرنسية ومركز إقليم أين الواقع في منطقة بيكارديا في شمال البلاد.

## تاريخ
كانت نواحي لان مسرحًا لمعركة لان.

## توأمة
للان اتفاقيات توأمة مع:
- زولتاو

## أعلام
- لوثير (ملك فرنسا)
- جان بودان
- جاك ماركيت
- هوبير شاربنتييه
- ويليام الأيادي البيضاء
- سوزان د. غيليسبي
- بيير ميشان